# Laccophilus ritsemae
Laccophilus ritsemae är en skalbaggsart som beskrevs av Régimbart 1880. Laccophilus ritsemae ingår i släktet Laccophilus och familjen dykare. Inga underarter finns listade i Catalogue of Life.